# Boril (Bulgarien)

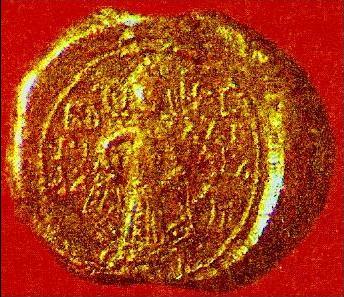
Staatssiegel des bulgarischen Zaren Boril

Boril Assen Stres (bulgarisch Борил Асен Стрез, wissenschaftliche Transliteration Boril Asen Strez; † nach 1218) war von 1207 bis 1218 Zar der Bulgaren. Er gehörte der Dynastie Assen an.
Boril Assen war der Sohn einer Tochter des Boljaren Iwan Assen I., dem Gründer der gleichnamige Dynastie. Boril war somit Neffe von Zar Kalojan Assen. Sein Vater Stres war ein mächtiger Boljare im heutigen Südwestbulgarien und Makedonien. Als Zar Kalojan im Herbst 1207 Vorbereitungen für eine Belagerung von Thessaloniki traf, schloss sich Boril einer Boljarenverschwörung mit der Gemahlin Kalojans, einer kumanischen Prinzessin, an. Zar Kalojan wurde im Feldlager ermordet. Daraufhin wurde Boril in der Hauptstadt Tarnowo zum Zaren gekrönt.